# Knut (Eisbär)

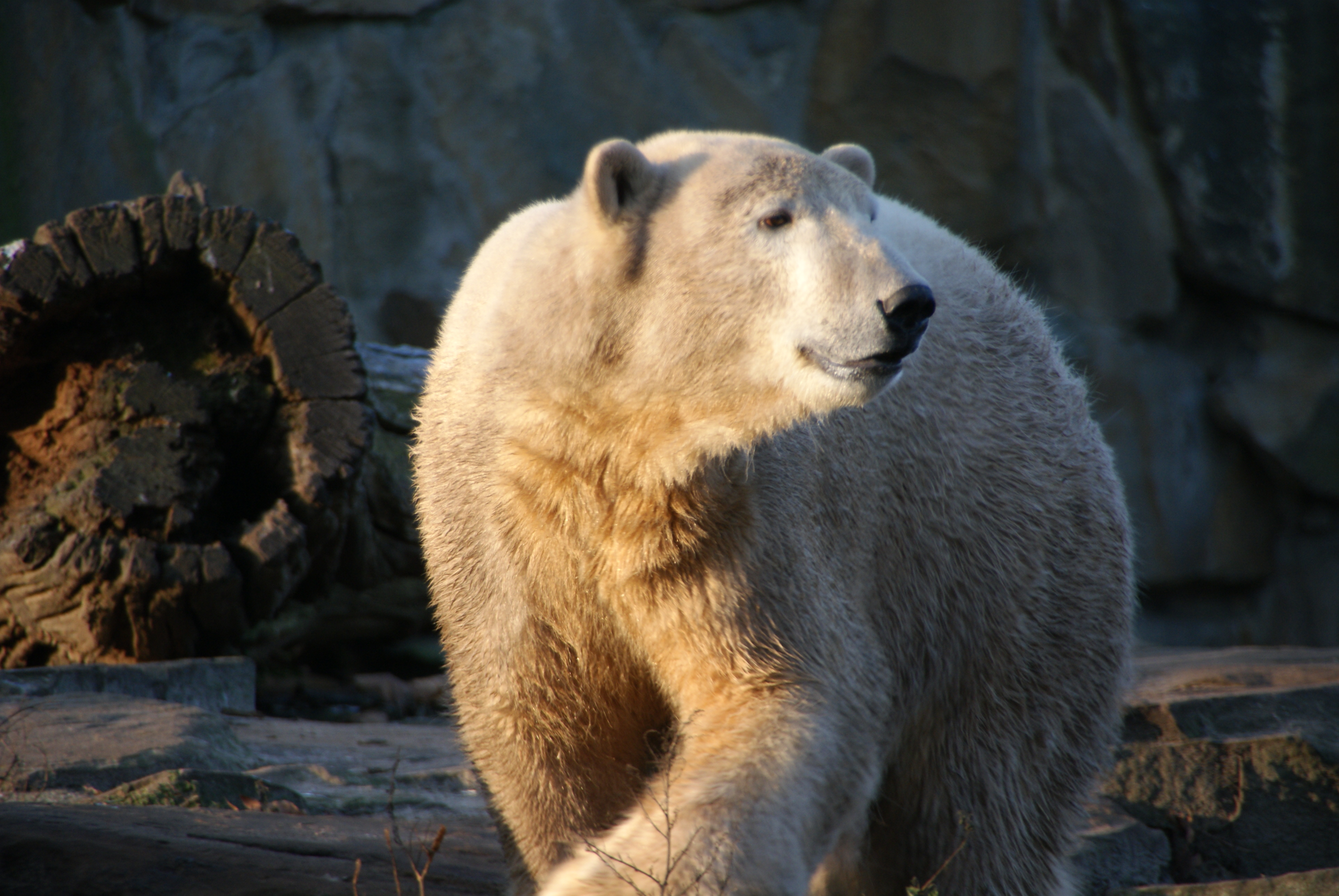
Eisbär Knut im Zoologischen Garten Berlin, 2008

Knut (* 5. Dezember 2006 in Berlin; † 19. März 2011 ebenda) war ein männlicher Eisbär (Ursus maritimus), der im Zoologischen Garten Berlin lebte.
Die erste Eisbärengeburt im Zoologischen Garten Berlin nach mehr als 30 Jahren fand zunächst ein großes regionales und sehr schnell auch internationales Medienecho. Das Tier wurde eine der größten Attraktionen des Berliner Zoos. Während allein in Deutschland seit 1980 bereits rund 70 Eisbären weitgehend von der Presse unbeachtet geboren und aufgezogen wurden, wurde der von Hand aufgezogene Knut zu einem internationalen Medienphänomen.

## Leben im Zoo

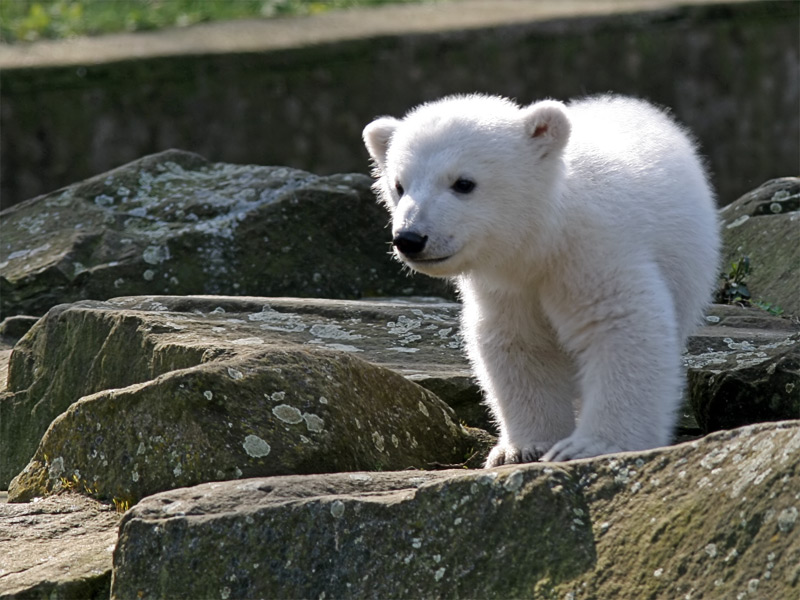
Knut im Alter von drei Monaten, 2007

Knut im Alter von vier Jahren, Januar 2011

Knuts Eltern sind die bis zu ihrem Tod am 23. Juni 2015 ebenfalls im Zoologischen Garten Berlin lebende Bärin Tosca und der Bär Lars. Der am 12. Dezember 1993 geborene und am 19. September 2017 gestorbene Vater stammte aus dem Münchner Tierpark Hellabrunn und wurde dem Tierpark Neumünster übergeben, als ihm mit Erreichen der Geschlechtsreife sein Vater Michi in München hätte gefährlich werden können. Von dort aus kam er nach Berlin, wo er Knut zeugte, und wechselte im Oktober 2009 zum Zoo Wuppertal. Tosca wurde 1986 in Kanada geboren, früher im Staatszirkus der DDR gehalten und gehörte dort zur Eisbärengruppe von Ursula Böttcher.

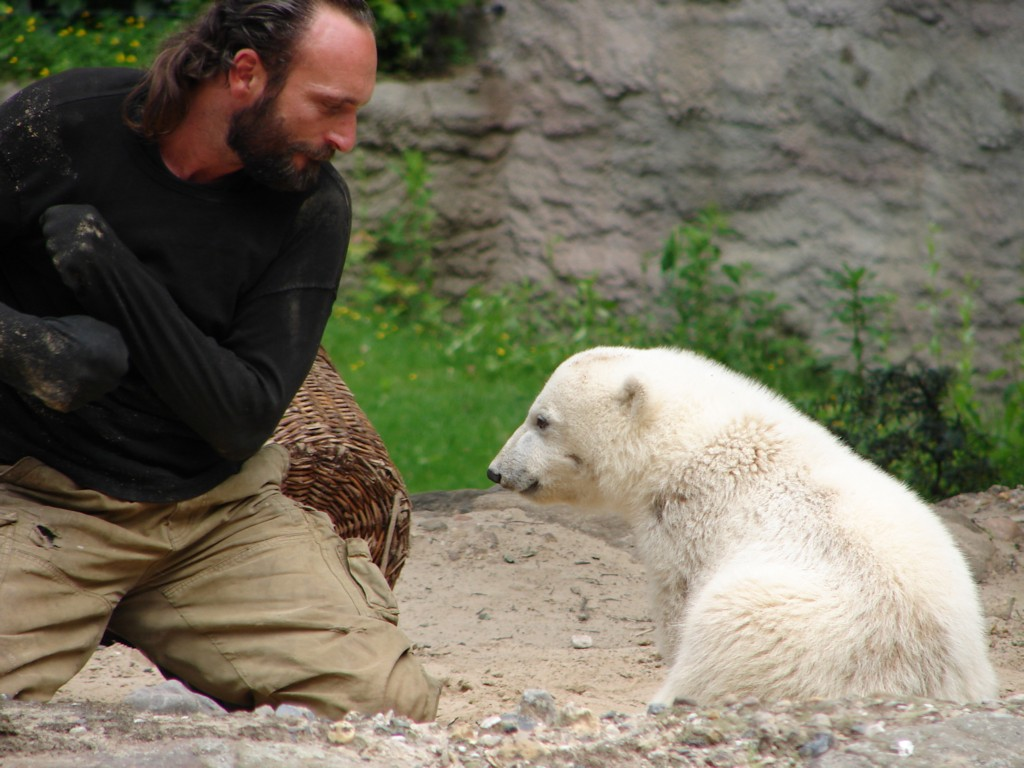
Knut mit Tierpfleger Thomas Dörflein

Die 20-jährige Eisbärin brachte nach einer problemlosen Tragezeit am 5. Dezember 2006 zwei männliche Jungtiere zur Welt. Es handelte sich dabei um die erste Eisbärengeburt in Berlin nach 30 Jahren. Die Mutter nahm ihren Nachwuchs jedoch nicht an und eines der Jungtiere starb nach vier Tagen. Das verbliebene Jungtier Knut, das bei der Geburt 810 Gramm wog, wurde von Tosca getrennt und durch ein Team des Berliner Zoos versorgt. Die ersten 44 Lebenstage verbrachte es in einem Brutkasten. Das Jungtier wurde rund um die Uhr von Tierpfleger Thomas Dörflein (1963–2008) umsorgt, der eigens ein Zimmer im Zoologischen Garten Berlin bezog, um Knut alle vier bis sechs Stunden mit Nahrung versorgen zu können.
Knut erreichte bei einer Untersuchung am 15. März 2007 ein Gewicht von 8,2 Kilogramm. Um das Tier in den ersten Tagen seines Lebens zu schonen, hatte die Zooverwaltung eine Grenze von acht Kilogramm für die öffentliche Präsentation festgelegt. Deshalb wurde Knut erst am 23. März im Alter von 15 Wochen und mit einem Gewicht von neun Kilogramm offiziell der Öffentlichkeit vorgestellt. Schon am folgenden Tag zog er Tausende von Besuchern an.
Am 9. Juli 2007 sah sich die Zooverwaltung gezwungen, das Ende der Live-Shows mit dem Jung-Eisbären zu verkünden, da dieser mit fast 50 kg Körpergewicht inzwischen zu schwer und zu gefährlich für den als „Co-Entertainer“ agierenden Tierpfleger sei.
Am 28. November 2007 berichtete das Flensburger Tageblatt, dass Knut dem Tierpark Neumünster gehöre. Knuts Vater Lars wurde seit 1999 vom Neumünsteraner Zoo an Berlin ausgeliehen, und es sei vertraglich vereinbart worden, dass das erste geborene Jungtier – in diesem Falle Knut – dem Zoo von Neumünster gehöre. Der Direktor des Berliner Zoos, Bernhard Blaszkiewitz, bestätigte den Vertrag. Am 7. Juli 2009 wurde eine Übereinkunft zwischen dem Berliner Zoo und dem Tierpark Neumünster bekannt gegeben. Knut blieb im Berliner Zoo, während der Tierpark Neumünster eine Ausgleichszahlung in Höhe von 430.000 Euro erhielt.
Von September 2009 bis Juli 2010 teilte Knut eine Freianlage mit der etwa gleichaltrigen Eisbärin Giovanna, die während des Umbaus der Eisbärenanlage im Tierpark Hellabrunn im Berliner Zoo untergebracht war. Anschließend wurde er gemeinsam mit den drei ausgewachsenen Eisbärinnen Tosca, Nancy und Katjuscha auf der großen Eisbärenfreianlage untergebracht.
Am 19. März 2011 starb Knut, der sich zu diesem Zeitpunkt allein in der Außenanlage des Eisbärgeheges des Berliner Zoos befand, vor den Augen der Zoobesucher. Zuvor hatte er sich mehrfach im Kreis gedreht, seine Beine fingen an zu zittern und schließlich fiel er in das Wasserbecken, in dem er dann leblos trieb. Das Tier wurde nur vier Jahre alt. In freier Wildbahn erreichen Eisbären ein Alter von 25 bis 30 Jahren, in Gefangenschaft können sie sogar weit über 30 Jahre alt werden.
Am 22. März 2011 wurde als erstes Resultat der Sektion bekannt gegeben, dass Knut an einer Hirnerkrankung gelitten hatte. Man habe „deutliche Veränderungen am Gehirn festgestellt“. Diese könnten als Grund für den plötzlichen Tod von Knut angesehen werden, so die leitende Pressesprecherin des Berliner Zoos. Am 1. April gaben der Berliner Zoo und das Leibniz-Institut für Zoo- und Wildtierforschung (IZW) „Ertrinken“ als Todesursache von Knut an. Aufgrund einer Gehirnentzündung, die durch eine Infektion ausgelöst worden war, sei er ins Wasser gefallen und ertrunken. Auch das Rückenmark sei durch die Entzündung krankhaft geschädigt gewesen. Aufgrund der massiven Entzündung wäre der Eisbär auch ohne den Sturz in das Wasserbecken nach einiger Zeit gestorben. Es wurde untersucht, ob die drei Bärinnen, die mit Knut in der Anlage lebten, ebenfalls an dieser Infektion erkrankt sind. Da zu keinem Zeitpunkt im Hirngewebe ein spezifischer Erreger (Virus, Bakterium oder Parasit) gefunden werden konnte, wurden die Proben in den Folgejahren weiter von verschiedenen Forschungseinrichtungen untersucht. 2015 konnte als Ursache der Gehirnentzündung eine spezielle Form einer Autoimmunerkrankung festgestellt werden, die sogenannte Anti-NMDA-Rezeptor-Enzephalitis. Diese Erkrankung war bislang nur beim Menschen bekannt.

## Das Phänomen Knut

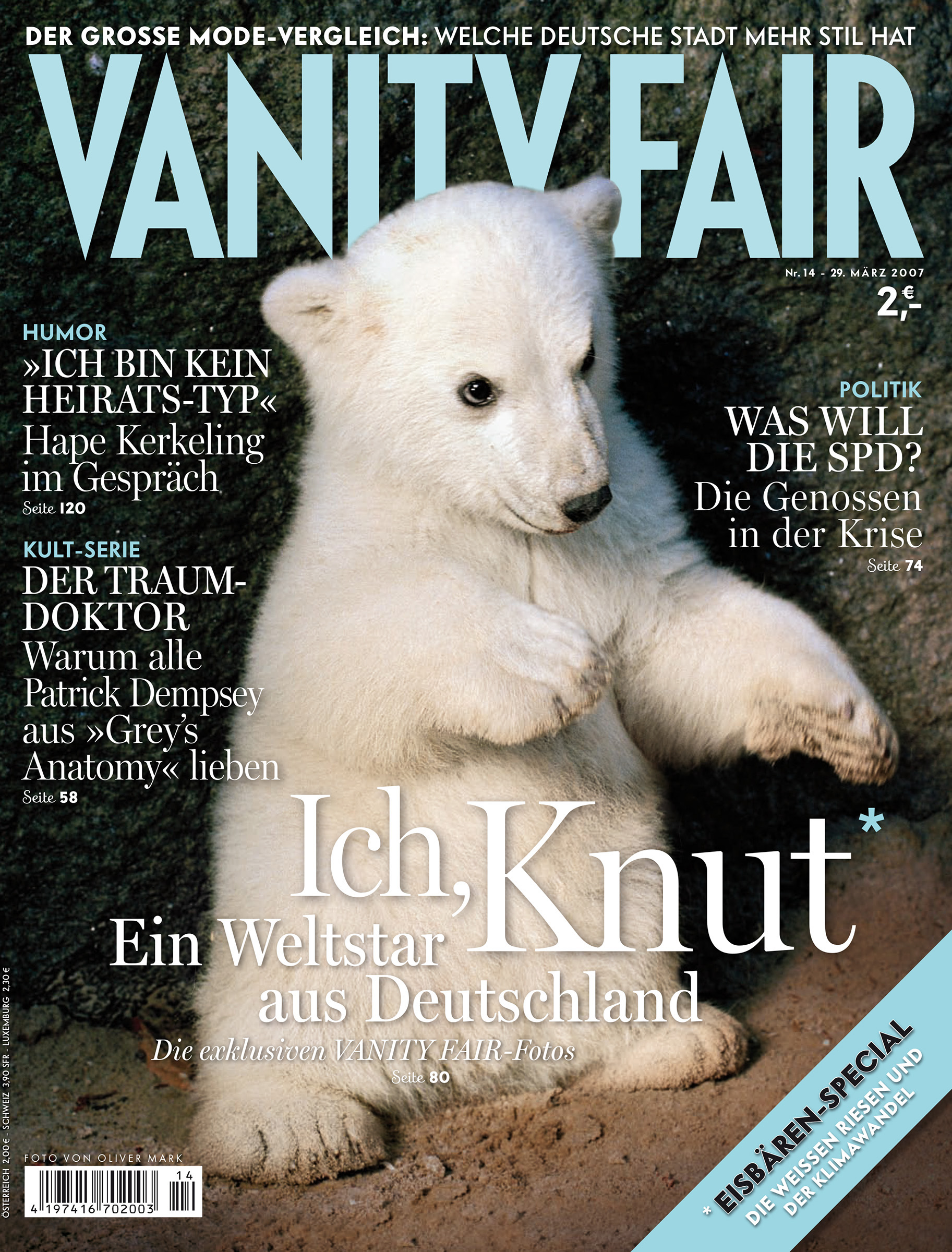
Das Titelcover Nr. 14 der deutschsprachigen Vanity Fair vom 29. März 2007, fotografiert von Oliver Mark im Berliner Zoo, war das erste Mal, dass ein Tier auf dem Cover eines People-Magazins gezeigt wurde.

### Medienecho
Bereits seit dem 30. Januar 2007, rund zwei Monate vor dem offiziellen Vorstellungstermin, berichtete die regionale Fernseh- und Rundfunkanstalt rbb mindestens wöchentlich vom Zooleben des jungen Eisbären. Ein Weblog und Online-Archive mit Fotos und Filmen über Knut ergänzten diese regionale Berichterstattung.
Am 23. März 2007 wurde Knut im Zoologischen Garten Berlin von Bundesumweltminister Sigmar Gabriel zusammen mit dem Zoodirektor Blaszkiewitz offiziell der Öffentlichkeit vorgestellt. Hierzu waren rund 500 Journalisten aus dem In- und Ausland angereist. Der öffentlich-rechtliche Rundfunksender rbb und die privaten Nachrichtensender N24 und n-tv berichteten live. Das Bundesumweltministerium übernahm eine Patenschaft und schlug Knut als Symbolfigur für die 9. UN-Naturschutzkonferenz im Mai 2008 in Bonn vor. Am 10. April 2008 gab die Deutsche Post AG unter dem Titel Natur weltweit bewahren – Eisbär Knut eine Briefmarke heraus. Die Zuschlagmarke (55 + 25 Cent) erschien in der Serie „Für den Umweltschutz“; mit den Zuschlagerlösen aus der Knut-Briefmarke fördert das Bundesumweltministerium Umwelt- und Naturschutzprojekte zum Thema Biodiversität.

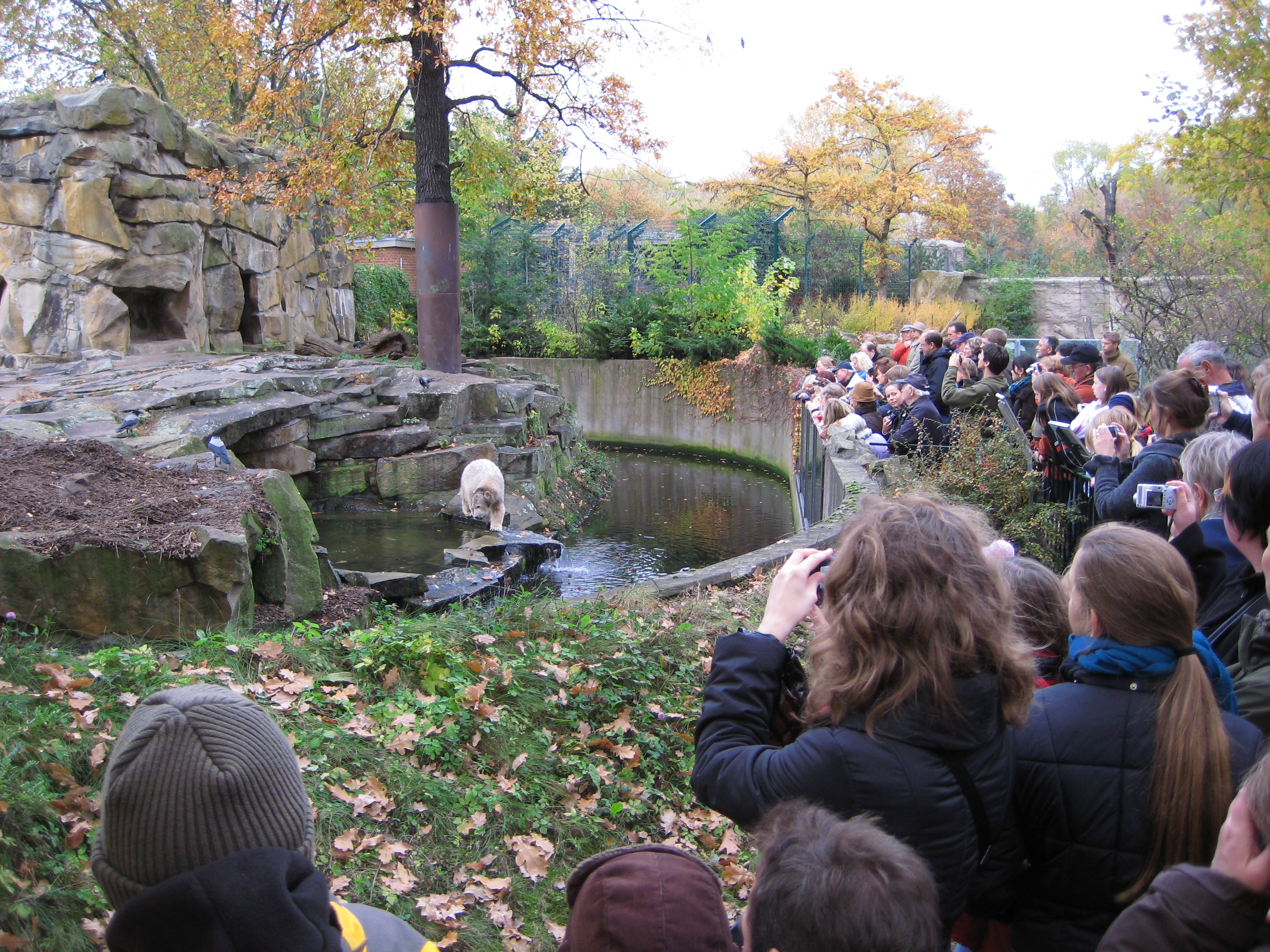
Knut im Herbst 2007 auf der kleinen Freianlage

Zwar ist Knut das erste Eisbärenjunge im Zoologischen Garten Berlin seit 30 Jahren, jedoch sind allein in Deutschland seit 1980 (dem Beginn der Aufzeichnungen im Zuchtbuch Eisbären) mehr als 70 Eisbären – weitgehend unbeachtet von der Presse – geboren und etwa 69 Tiere aufgezogen worden. Vor diesem Hintergrund war das überregionale bis internationale Medieninteresse an dem Schicksal des von seiner Mutter verstoßenen Jungbären überraschend groß. Insbesondere Infotainment-Anbieter und Boulevardmagazine nutzten die Popularität Knuts.
Zuerst berichtete der rbb regelmäßig unter Verwendung von Filmmaterial, das von Tierpflegern exklusiv für die Berliner Abendschau gedreht wurde. Printmedien nutzten sodann diese Berichte für ihre lokalen und regionalen Ausgaben. So berichteten Boulevardzeitungen, unter anderem die Bild, die B.Z. und der Berliner Kurier, aber auch Tageszeitungen wie Der Tagesspiegel fast täglich über die Entwicklung des Eisbären und die Beziehung zu seinem Pfleger. Seit Mitte März berichteten auch Zeitungen und Fernsehsender weltweit über den jungen Eisbären, so z. B. in Frankreich, China, den USA, Japan, Usbekistan, Irland, Südafrika und Indien.
Die einzelnen Folgen einer vom rbb produzierten Dokumentation über den kleinen Eisbären wurden seit dem 24. März 2007 wöchentlich am Samstagmorgen in zehn Folgen von der ARD mit dem Titel Knut, das Eisbärbaby ausgestrahlt. Die erste Folge sahen 900.000 Zuschauer (14,7 Prozent Marktanteil). Kurze Zeit später ergänzte Hallo Knut in einem zweieinhalb minütigen Spot über die Entwicklung des Eisbären das Abendprogramm des Senders. Im englischsprachigen Raum nannten ihn Presse und Fans oft Cute Knut („Niedlicher Knut“ oder „Süßer Knut“), einige deutsche Sender gaben ihm den Spitznamen „Knuddel-Knut“.
Als Titelcover der internationalen Ausgabe der Vanity Fair vom Mai 2007 erschien ein Bild von Knut in einer Fotomontage zusammen mit einem Bild von Leonardo DiCaprio. In der deutschen Ausgabe vom April 2007 war Knut eine eigene Titelstory gewidmet. Der WDR zeigte ab Mai 2007 Elefant und Eisbär – Geliebt, bedroht und gerettet, dessen Aushängeschild Knut war.
Im April 2008 zeichneten die Medien ein anderes Bild, als Knut die Karpfen tötete, die seinen Wassergraben von Algen säuberten. Im Zentrum des Interesses der Öffentlichkeit stand der Eisbär, mittlerweile dem Kindchenschema entwachsen, dann noch einmal durch den plötzlichen Tod seines Pflegers Thomas Dörflein am 22. September 2008.
Die Beliebtheit von Knut wurde von Beginn an auch bei verschiedenen Tierschutz- und Tierrechtsorganisationen zum Anlass genommen, an seinem Beispiel Kritik an der Haltung von Tieren in Zoos allgemein und bei einzelgängerischen wilden Tieren wie Eisbären im Besonderen zu äußern. Dies setzte sich nach dem plötzlichen Tod des Publikumslieblings im März 2011 fort.
Der damalige wissenschaftliche Direktor des Zoologischen Gartens, Bernhard Blaszkiewitz, verteidigte die Handaufzucht und die Haltungsbedingungen Knuts und wies Vorwürfe zurück, das Tier sei aufgrund einer haltungsbedingten Stresssituation gestorben. Dies bestätigten genauere Untersuchungen zu Knuts Todesursache.

### Der Markenartikel „Knut“
Um Exklusivrechte für das Merchandising zu sichern, ließ die Berliner Zooverwaltung „Knut, den Eisbären“ sowie das Eisbären-Logo für die Klimaschutz-Initiative „Respect Habitats. Knut“ (englisch für „Respektiere Lebensräume. Knut“) als Marken eintragen. Merchandising-Produkte mit „Knut“-Motiven, z. B. auf T-Shirts, Tassen und Blechpostkarten machten einen nicht unerheblichen Anteil am Zoo-Umsatz aus (vgl. die Vermarktung der ein Jahr jüngeren, ebenfalls von Hand aufgezogenen Eisbärin Flocke in Nürnberg und des Kinderbucherfolgs Der kleine Eisbär aus den 1980er Jahren). Der Aktienkurs des seit 1841 börsennotierten Zoos stieg infolge der Popularität Knuts von Mitte März bis Anfang April 2007 kurzfristig auf nahezu das Doppelte. Ursprünglich rechnete die Berliner Zooverwaltung für das Jahr 2007 mit Mehreinnahmen von fünf Millionen Euro, etwa die Hälfte davon durch die zusätzlich erwarteten 500.000 Besucher. Am 5. Juli 2007 konnte dann allerdings bereits der millionste Besucher seit der ersten Knut-Präsentation begrüßt werden.
Im jahrelang währenden Rechtsstreit um den Markennamen siegte der Berliner Zoo am 16. September 2013 vor dem Gericht der Europäischen Union gegen ein britisches Unternehmen. Nur der Zoo darf den Markennamen verwenden.

### Musik über Knut
Musiker komponieren und publizieren Lieder zum Thema Knut. Einerseits handelt es sich um Kinderlieder, in denen das Klischee des „Kuschelbären“ besungen wird, dem Knut in seinen ersten Lebenswochen nahezu perfekt entsprach. Das provoziert wiederum Karikaturen dieser Lieder. Überdies werden in manchen Liedern auch kritische Stimmen laut, die das Thema in andere Zusammenhänge übertragen. In den Internetportalen YouTube oder MyVideo sind zahlreiche Musikvideos mit Knut-Liedern verfügbar.
Kommerzielle Musikprojekte, die sich des Themas Knut angenommen haben, sind unter anderen
- Kitty & Knut: Knut der kleine Eisbär
- Der Eisbär: Knut ist gut
- Knut, der kleine Kuschelbär: Knut geht’s gut (auch in französischer Sprache als Moi c’est Knut eingespielt)
- Frank Zander: Hier kommt Knut (Remake von Hier kommt Kurt)
- SDP: Antiknutmusik

### Knut-Denkmale
Knut-Gedenkstein

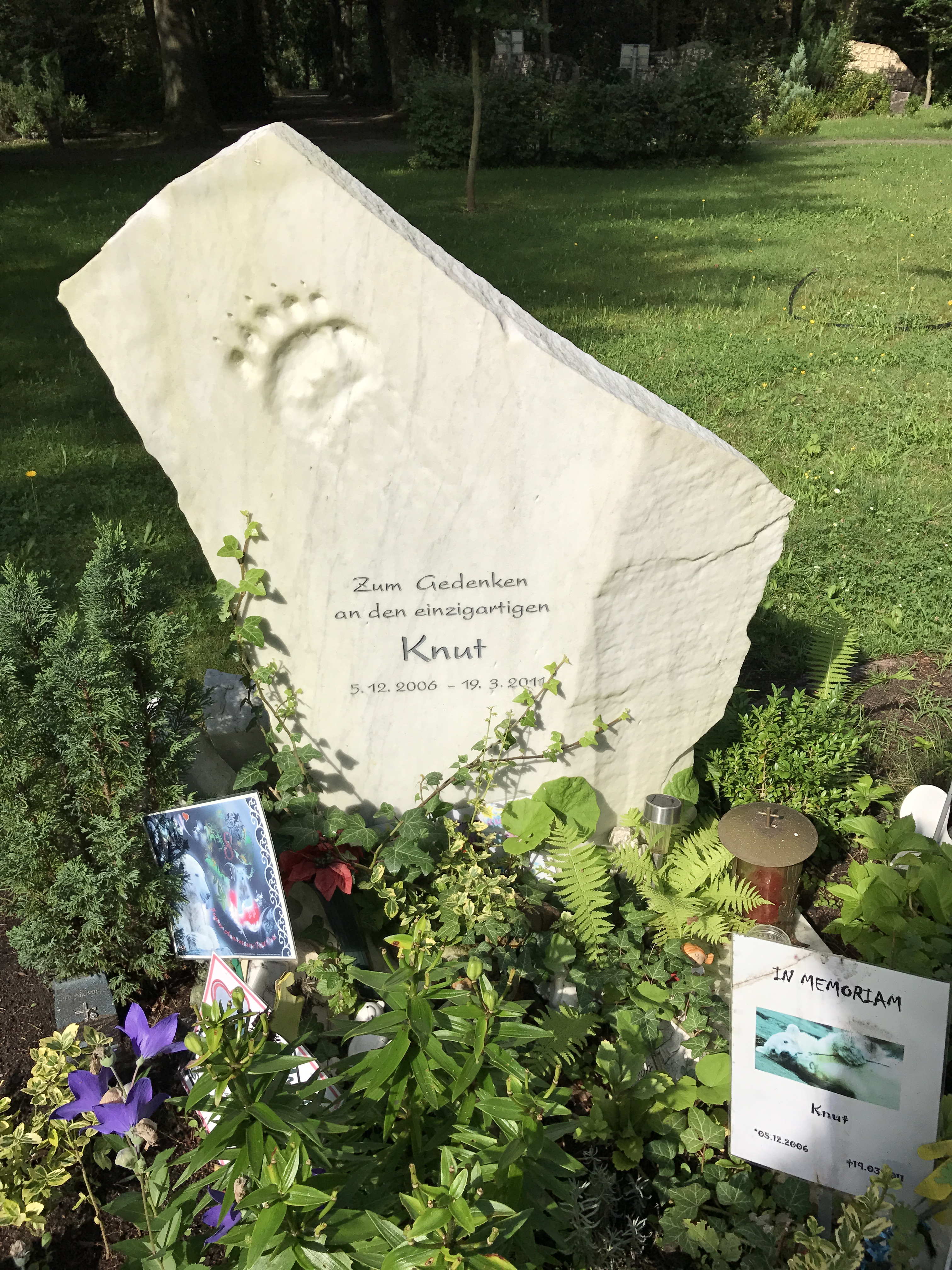
Ein Gedenkstein für Knut auf dem Friedhof In den Kisseln in Spandau

Auf dem Spandauer Friedhof In den Kisseln wird seit Dezember 2011 an Knut mit einem Marmorgedenkstein im Stil eines Grabmals erinnert; dieser befindet sich direkt neben der Grabstätte von Thomas Dörflein und wurde von einer Privatinitiative finanziert.
 Knut der Träumer

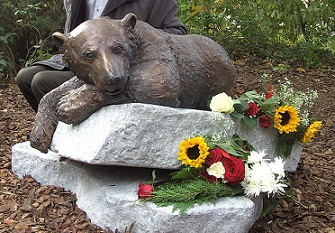
Denkmal Knut der Träumer für den Eisbären Knut im Zoologischen Garten Berlin (Bronze und Granit),
Bildhauer Josef Tabachnyk

Im Zoologischen Garten wurde nach einem Ende 2011 durchgeführten Künstlerwettbewerb das Denkmal Knut der Träumer nach dem Entwurf von Josef Tabachnyk errichtet. Das preisgekrönte Denkmal besteht aus einem in Bronze gegossenen Eisbären, der auf zwei aus weißem Granit geformten Eisschollen liegt. Die Steine wiegen insgesamt 800 bis 900 Kilogramm, für die Bronzefigur wurden in der Gießerei Lenz in Nürnberg mehr als 100 Kilogramm Bronze verarbeitet. Die Montage der drei Denkmalteile führte ein Steinmetz in Nürnberg aus, dann wurde der Komplex nach Berlin transportiert. Direkt im Zoo wurde schließlich der Sockel für den Bären gegossen. Die Arbeiten sollten bis Anfang September 2012 abgeschlossen sein. Zu diesem Zeitpunkt teilte der Direktor des Zoologischen Gartens Berlin allerdings mit, dass die Statue wegen Terminschwierigkeiten erst Ende Oktober 2012 eingeweiht werden würde. Am 24. Oktober 2012 enthüllten Bernhard Blaszkiewitz und Josef Tabachnyk gemeinsam die 1,40 Meter lange und 1,15 Meter breite Figur neben dem Eisbärengehege. Vom Förderverein des Zoologischen Gartens Berlin wurden 2012 1000 Repliken des Denkmals mit 11 cm Höhe hergestellt, die im Zoologischen Garten als Souvenir verkauft wurden. Schon im Frühjahr 2012 war eine Gedenkmedaille mit dem Motiv des Denkmals erschienen. Die Denkmal-Medaille besteht aus versilbertem Kupfer und hat einen Durchmesser von 32,5 mm.

### Ausstellung als Präparat

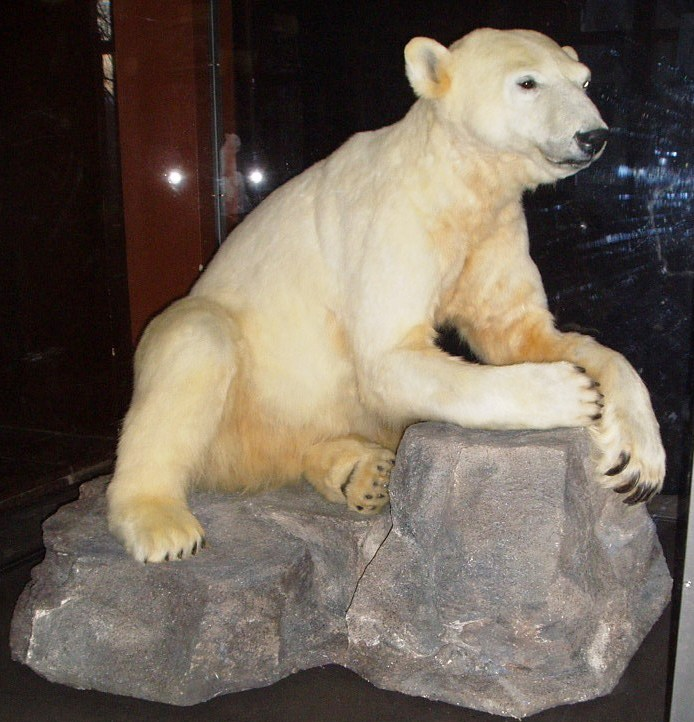
Knut in der Vorhalle des Berliner Naturkundemuseums, März 2013

Ein Präparat aus Knuts echtem Fell, einem Kunststoffkörper und Glasaugen wurde zwischen 16. Februar und 5. Mai 2013 im Berliner Naturkundemuseum ausgestellt. Mehr als 150.000 Besucher sahen sich das Präparat in der dreimonatigen Ausstellungszeit an. Zwischen dem 13. Juni und dem 1. September 2013 wurde Knut im nationalen Naturkundemuseum der Niederlande, dem Naturalis Biodiversity Center in Leiden, präsentiert.
Seit dem 28. Juli 2014 ist Knut wieder im Berliner Naturkundemuseum im Rahmen einer Sonderausstellung über „Highlights der Präparationskunst“ ausgestellt. Das Museum hat bereits Weltmeistertitel für Taxidermie gewonnen und der ausgestopfte Knut soll für mehrere Jahre der Anziehungspunkt dieser Ausstellung sein.